# Оксид бериллия
Окси́д бери́ллия — бинарное химическое соединение бериллия и кислорода с химической формулой BeO, амфотерный оксид.
В зависимости от способа получения, при стандартных условиях, оксид бериллия представляет собой белое кристаллическое или аморфное вещество без вкуса и запаха, очень малорастворимое в воде.
Растворяется в концентрированных минеральных кислотах и щелочах, хорошо растворим в щелочных расплавах.
Как и все соединения бериллия, очень ядовит и обладает выраженными канцерогенными свойствами.
Оксид бериллия является одним из 2 (так же существует оксид бериллия 1), бинарным соединением бериллия с кислородом, хотя в паровой фазе над ВеО при температуре около 2000 °С было отмечено присутствие полимеров типа (ВеО)3 и (ВеО)4. Имеет кристаллическую структуру типа вюрцита.

## Нахождение в природе
В природе оксид бериллия встречается в виде минерала бромеллита.

## Получение и свойства
Оксид бериллия получают термическим разложением гидроксида бериллия и некоторых его солей (например, нитрата, основного ацетата, карбоната и др.) при температуре от 500 до 1000 °С. Полученный таким образом оксид представляет собой белый аморфный порошок. В виде крупных кристаллов оксид бериллия может быть получен нагреванием до высокой температуры (плавлением) аморфной формы или, например, при кристаллизации из расплавленных карбонатов щелочных металлов.
Упругость пара ВеО незначительна, поэтому в отсутствие паров воды это наименее летучий из всех тугоплавких оксидов. Примесь таких оксидов, как MgO, CaO, Al2O3, SiO2, ещё больше понижает летучесть ВеО из-за химического взаимодействия между ними. В присутствии паров воды при 1000—1800 °С летучесть оксида бериллия сильно возрастает в связи с образованием газообразного гидроксида бериллия.
Оксид бериллия в компактном состоянии обладает очень высокой теплопроводностью. При 100° С она составляет 209,3 Вт·м−1·К−1, что больше, чем теплопроводность любых неметаллов (кроме алмаза и карбида кремния) и большинства металлов (кроме меди, серебра, золота, алюминия и ряда их сплавов). При понижении температуры теплопроводность оксида бериллия сначала растёт (370 Вт·м−1·К−1 при 300 К), достигая максимума (13 501 Вт·м−1·К−1) при 40 К, затем понижается (47 Вт·м−1·К−1 при 4 К).

## Химические свойства
Реакционная способность оксида бериллия зависит от способа его получения и от степени прокаливания. Повышение температуры при прокаливании ведет к увеличению размера зерен (то есть к уменьшению удельной поверхности), а, следовательно, и к уменьшению химической активности соединения.
Прокаленный при температуре не выше 500 °С, оксид бериллия растворяется в водных растворах кислот и щелочей (даже разбавленных), образуя соответствующие соли и гидроксобериллаты. Например:
{\displaystyle {\ce {BeO + 2NaOH + H2O ->Na2[Be(OH)4],}}}
{\displaystyle {\ce {BeO + 2HCl -> BeCl2 + H2O}}}.
Оксид бериллия, прокалённый при температуре от 1200 до 1300 °С, растворим в концентрированных растворах кислот. Например, прокаленный таким образом ВеО реагирует с горячей концентрированной серной кислотой:
{\displaystyle {\ce {BeO + H2SO4 -> BeSO4 + H2O}}}.
Прокаливание оксида бериллия при температурах выше 1800 °С приводит к практически полной утрате им реакционной способности. После такого прокаливания ВеО растворяется только в концентрированной плавиковой кислоте с образованием фторида и в расплавленных щелочах, карбонатах и пиросульфатах щелочных металлов с образованием бериллатов:
{\displaystyle {\ce {BeO + 2HF -> BeF2 + H2O,}}}
{\displaystyle {\ce {BeO + 2NaOH -> Na2BeO2 + H2O,}}}
{\displaystyle {\ce {BeO + Na2CO3 -> Na2BeO2 + CO2}}}.
При температуре выше 1000 °С оксид бериллия реагирует с хлором, при этом в присутствии угля реакция идет легче и при гораздо меньших температурах (600—800 °С):
{\displaystyle {\ce {2BeO + 2Cl2 -> 2BeCl2 + O2,}}}
{\displaystyle {\ce {BeO + Cl2 + C -> BeCl2 + CO}}}.
При температуре выше 1000 °С оксид бериллия вступает в обратимую реакцию гидрохлорирования (понижение температуры системы вызывает обратный процесс разложения образовавшегося хлорида бериллия):
{\displaystyle {\ce {BeO + 2HCl <-> BeCl2 + H2O}}}.
При нагревании оксид бериллия способен реагировать со многими хлорсодержащими соединениями. В частности, уже при 500 °С начинается реакция с фосгеном:
{\displaystyle {\ce {BeO + COCl2 -> BeCl2 + CO2}}}.
Хлорирование тетрахлорметаном протекает при температуре 450—700 °С:
{\displaystyle {\ce {2BeO + CCl4 -> 2BeCl2 + CO2}}}.
Гораздо труднее оксид бериллия взаимодействует с бромом, сведений же о взаимодействии ВеО с иодом нет.
Оксид бериллия реагирует далеко не всеми обычно применяемыми восстановителями. В частности, для восстановления бериллия до металла из оксида применимы лишь кальций, магний, титан и уголь (при высокой температуре). Кальций и магний могут быть использованы в качестве восстановителя при температуре ниже 1700 °С и атмосферном давлении, титан применим при давлении ниже 0,001 мм рт. ст. и 1400 °С:
{\displaystyle {\ce {BeO + Ca -> Be + CaO,}}}
{\displaystyle {\ce {4BeO + Ti -> 2Be + TiO2}}}.
В обоих случаях бериллий получается загрязненным восстанавливающим металлом и продуктами реакции, так как технически очень трудно разделить продукты реакции.
Использование угля более предпочтительно, но реакция с ним идет лишь при температурах выше 2000 °С:
{\displaystyle {\ce {BeO + C -> Be + CO}}}.
Оксид бериллия при температурах ниже 800 °С устойчив по отношению к расплавленным щелочным металлам (литию, натрию и калию) и почти совсем не реагирует с церием, платиной, молибденом, торием и железом; только при 1800 °C взаимодействует с никелем, кремнием, титаном и цирконием.

## Применение
Сочетание высокой теплопроводности и небольшого коэффициента термического расширения позволяет использовать оксид бериллия в качестве термостойкого материала, обладающего значительной химической инертностью.
Керамика из оксида бериллия применяется в качестве диэлектрических теплопроводных подложек полупроводниковых кристаллов при производстве мощных полупроводниковых приборов. Применяется для изготовления корпусов электронных компонентов военного и специального назначения, также применяется для изготовления деталей мощных электронных ламп в металлокерамическом исполнении.

## Токсичность
Пыль оксида бериллия очень ядовита и канцерогенна, по  классификации NFPA 704 ему присвоена высшая токсичность. В компактном состоянии в виде керамики безопасен, если не подвергается механической обработке с образованием пыли.